# موزه تاریخ و فرهنگ زرتشتیان
موزه تاریخ و فرهنگ و هنر زرتشتیان یکی از موزه‌های شهر یزد است که گردشگران می‌توانند در آنجا اطلاعاتی در خصوص آداب و رسوم زرتشتیان به دست آوردند و از نزدیک با فرهنگ آنها آشنا شوند.
فاز اول این موزه در نوروز سال ۱۳۹۴ به سرپرستی اسفندیار اختیاری افتتاح شد و دارای بخش‌های مختلفی است.

## موقعیت مکانی
این موزه بخشی از مجموعه مارکار یزد است و در زیرزمین آن قرار دارد.
مجموعه مارکار یزد که قدمت تاریخی دارد و به ثبت ملی رسیده است، حدود ۸۰ سال پیش توسط شخص نیکوکاری به نام پشوتن جی مارکار بنیان گذاشته شده است و به عنوان پرورشگاه، خوابگاه شبانه‌روزی، دبستان و دبیرستان مورد استفاده قرار می‌گرفته است.
این موزه نزدیک به آتشکده زرتشتیان یزد می‌باشد و با پای پیاده حدود ۱۰ دقیقه از هم فاصله دارند.

## بخش‌های موزه
در ابتدای ورود به موزه، بازدیدکنندگان با زندگی‌نامه پشوتن جی مارکار یه عنوان بنیانگذار مجموعه مارکار یزد و نیک اندیشانی که هزینه راه انداره این موزه را برعهده داشته‌اند، آشنا می‌شوند.
در بخش اول موزه، توضیحاتی در خصوص اشوزرتشت و کتاب گاتاها داده شده است و بازدیدکنندگان با آیین‌ها و مراسم مختلف زرتشتیان آشنا می‌شوند.
نمایش پوشش سنتی موبدان و زنان زرتشتی از جمله دیگر بخش‌های این موزه است.
در بخش بعدی مراسم مربوط به درگذشتگان و وسایل خانه‌های قدیمی نمایش داده شده است و بخشی نیز به زیارتگاههای زرتشتیان اختصاص داده شده است.
در آخرین بخش این مجموعه، آشپزخانه یک خانه قدیمی با وسایل مربوطه به نمایش گذاشته شده است.

## معماری
معماری بنا به گونه‌ای طراحی شده است که بیشترین بهره را از نور خورشید ببرد و موجب می‌شود تا انرژی زیادی در آن بماند.
مجموعه برای تأمین آب مورد نیاز خود از آب‌انبار، گاو رو، پاکنه و راه قنات استفاده می‌کرده است که تمامی آنها قابل بازدید می‌باشند.
همچنین حمام و توالت‌های قدیمی در محوطه مجموعه، بازدیدکنندگان را با سبک زندگی مردمان در ۸۰ سال پیش آشنا می‌سازد.
بهبود مستمر یکی از شعارهای این موزه می‌باشد، موزه هر روز جذاب تر از روز گذشته اش خواهد بود.

## نگارخانه

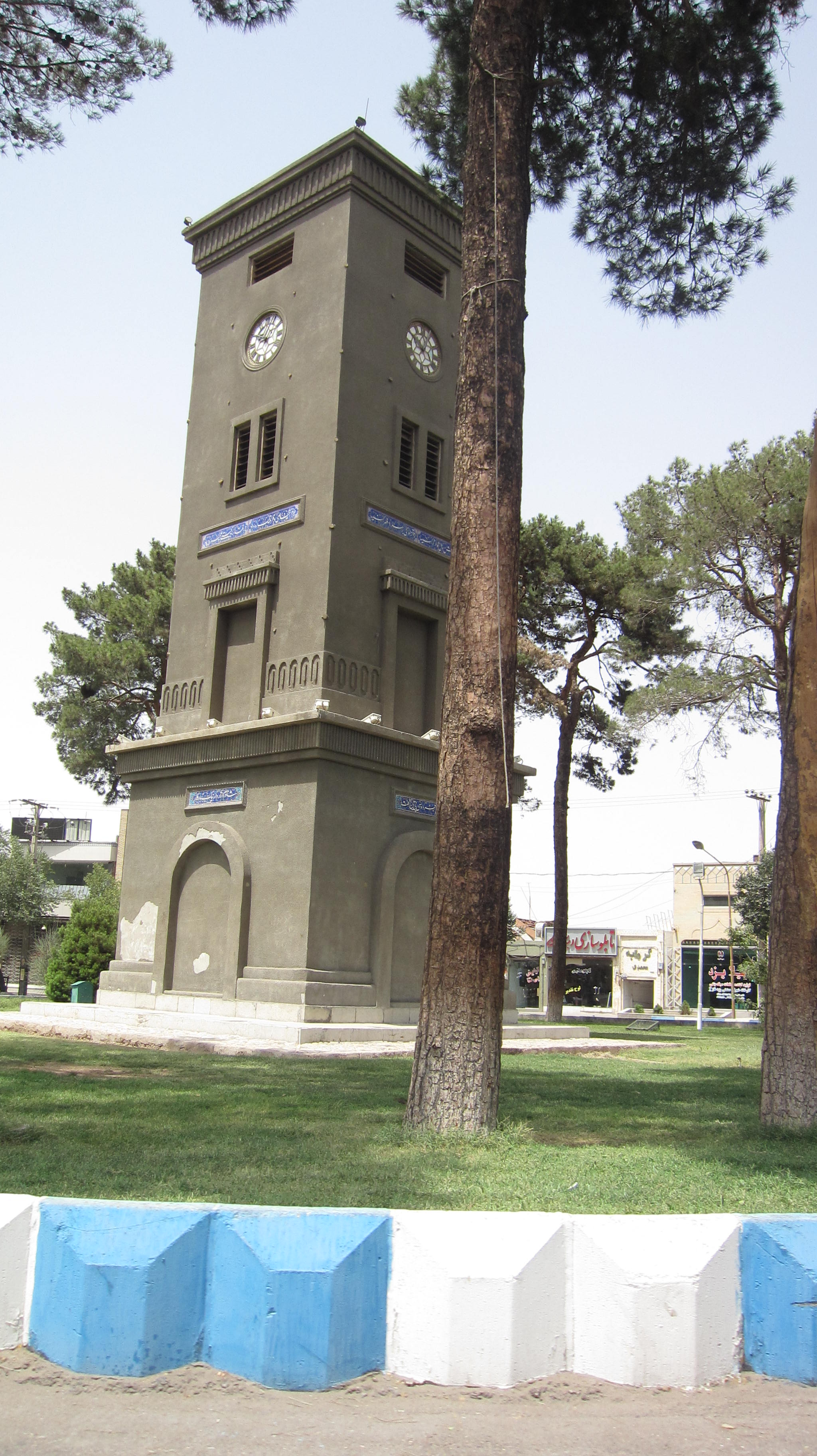
نگاره‌ای از پشوتن جی دوسابایی مارکار
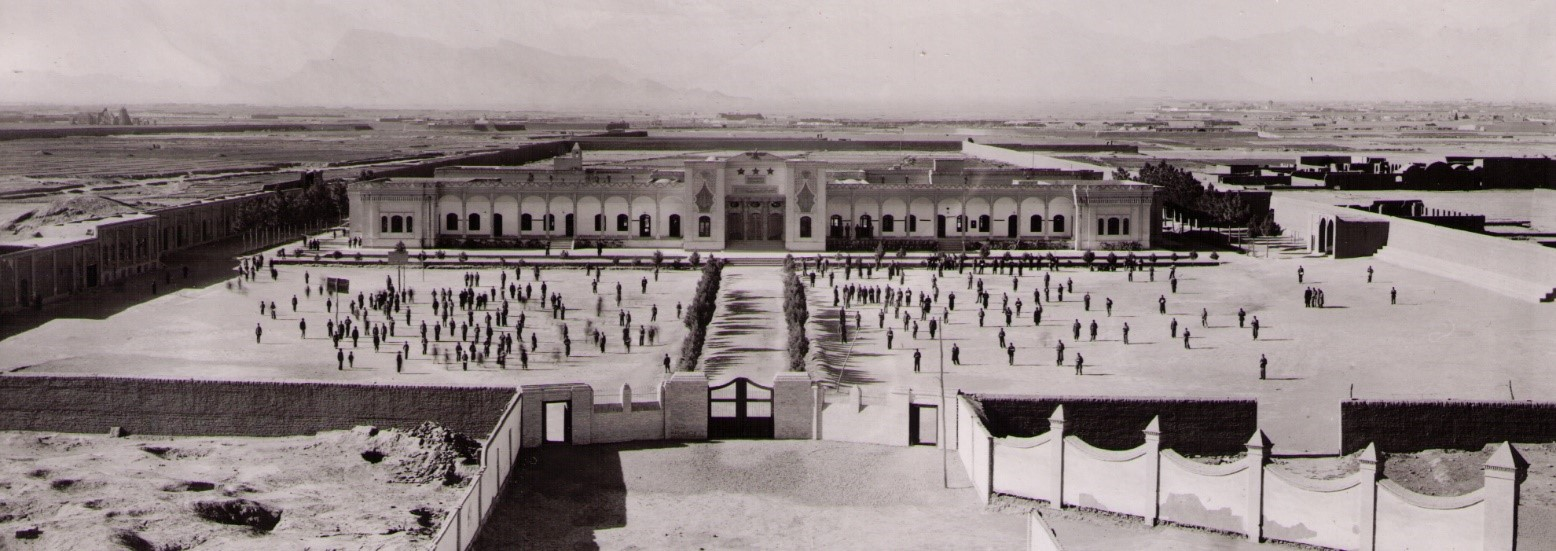
عکس قدیمی خوابگاه شبانه‌روزی دانش آموزان مجموعه مارکار